# Xã Enterprise, Michigan
Xã Enterprise (tiếng Anh: Enterprise Township) là một xã thuộc quận Missaukee, tiểu bang Michigan, Hoa Kỳ. Năm 2010, dân số của xã này là 194 người.